# Hebius sarawacense
Hebius sarawacense är en ormart som beskrevs av Günther 1872. Hebius sarawacense ingår i släktet Hebius och familjen snokar. Inga underarter finns listade i Catalogue of Life.
Arten förekommer på Borneo. Den hittades även vid några ställen på södra Malackahalvön. Hebius sarawacense lever i kulliga områden och i bergstrakter mellan 200 och 1675 meter över havet. Individerna vistas i olika slags skogar. De hittas ofta nära vattenansamlingar som insjöar, vattendrag och landskap som tidvis översvämmas. Honor lägger ägg.
För beståndet är inga hot kända och Hebius sarawacense är vanligt förekommande. IUCN kategoriserar arten globalt som livskraftig.